# ONLY YOU (BOØWYの曲)
「ONLY YOU」（オンリー・ユー）は、日本のロックバンドであるBOØWYの楽曲。
1987年4月6日に東芝EMIのイーストワールドレーベルから5枚目のシングルとしてリリースされた。作詞は氷室京介、作曲・編曲は布袋寅泰、プロデュースは布袋および糟谷銑司が担当している。
前作「B・BLUE」（1986年）よりおよそ7か月ぶりにリリースされたシングルであり、5枚目のアルバム『BEAT EMOTION』（1986年）からのリカットとなった。氷室による妻に向けたラブソングであると言われている他、BOØWYサウンドの真骨頂であるとされ、解散までの全てのライブにおいて演奏された同バンドの代表曲である。
オリコンチャートでは初登場4位を獲得し、同バンドとして初のトップ5入りとなった。NICOTINE（全英語詞によるカバー）、ノーズウォーター、続・美勇伝、サカモト教授などによってカバーされている。

## 背景
5枚目のアルバム『BEAT EMOTION』（1986年）リリース後のコンサートツアー「ROCK'N ROLL CIRCUS TOUR」において、最終日となった1987年2月24日の日本武道館公演終了後、マネージャーの土屋浩により招集されたメンバーは表参道のブルーミン・バーに集合し、プロデューサーである糟谷に解散する意向である事を報告した。
高橋まことの自著『スネア』によれば、解散の理由は布袋の妻であった山下久美子のコンサートツアーに布袋並びにベーシストとして松井恒松も参加する事となり、さらに高橋にもドラマーとしての参加要請が布袋から出されている事を知り、BOØWYの4人中3人がツアー参加となり氷室を除け者にしていると感じた高橋が氷室にこの件を伝えた所、「来月解散しよう」と氷室が返答した。一方で布袋は自著『秘密』において解散の理由は4人それぞれが持っており、布袋自身による「絶対に解散せねばならない理由」は「墓まで持っていくつもりだ」と述べている。その後メンバーは休養期間に入り、氷室はロンドンへ飛び立つ事となった。布袋は山下のプロデュースおよびコンサートツアーに帯同した。

## 録音、音楽性
本作は最初のレコーディング時に録音したオケに歌入れした時点では納得できるクオリティではなかったため、キーを上げた上でベースおよびギターを再録音して最終的にOKテイクとなった。ディレクターの子安次郎はレコーディング作業において最重要なのはテンポとキーであると主張し、その楽曲に最も適切なテンポとキーを設定する事で楽曲の明暗が分かれると述べている。子安は最初のキーのままでリリースされていた場合、ここまで評価される曲になっていたかは疑問であるとも述べている。『音楽誌が書かないJポップ批評18 BOØWYと「日本のロック」』では、氷室が妻に向けて作詞したラブソングであると言われている説を掲載している他、「BOØWYサウンドの真骨頂」であると記している。
B面曲となった「B・BLUE (Live Version)」は4枚目のシングル「B・BLUE」のライブ音源であり、「ROCK'N'ROLL CIRCUS TOUR」の1987年2月24日の日本武道館公演より収録されている。ライブ・アルバム『GIGS at BUDOKAN BEAT EMOTION ROCK'N ROLL CIRCUS TOUR 1986.11.11〜1987.02.24』（2004年）に収録されている同曲と同テイクの別ミックスバージョンだが、イントロのコーラスパートはオーディエンスノイズの被らないオリジナルテープが使われている。「BABY ACTION (Live Version)」は3枚目のアルバム『BOØWY』（1985年）に収録されていた楽曲であり、シングル盤では「ROCK'N'ROLL CIRCUS TOUR」の1987年2月24日の日本武道館公演より収録されている。『GIGS at BUDOKAN BEAT EMOTION ROCK'N ROLL CIRCUS TOUR 1986.11.11〜1987.02.24』（2004年）と同テイクの別ミックスバージョンとなっている。

## リリース
本作のシングルカットは既に解散が決定事項となった後、東芝EMIからの要望が出されたためにリリースが決定され、1987年4月6日に東芝EMIのイーストワールドレーベルから7インチレコードの形態でリリースされた。アートワークはペーパースリーブジャケット。シングル盤でありながらドーナツ盤用のアダプターを使わないLPと同じセンターホールでプレスされている。ジャケットと同デザイン・ほぼ同サイズのステッカーが初回プレスのみ付属。オリジナルのアナログレコード（7インチ盤）では収録時間の都合上、『わがままジュリエット』に同じく、A面は45回転、B面は33回転で収録されていた。『音楽誌が書かないJポップ批評43 21世紀のBOØWY伝説』にてライターの安部薫は、燃え尽き症候群となった日本武道館公演後のリリースであるため、最後の顧客サービスの一環ではないかと推測している。
1989年5月24日には8センチCDの形態で再リリースされた。2013年2月27日にはCD-BOX『BOØWY SINGLE COMPLETE』に収録されて再リリースされた。

## プロモーション
東芝EMIから本作のシングルカットに関する要望が出された際、BOØWYメンバーの中で高橋しか東京にいなかったため、高橋は土屋に「バンドのために動くよ」と伝え本作のプロモーションビデオ制作などに携わった他、全国で開催されたBOØWYフェアへの参加および音楽誌でのインタビューを一人で請け負う事となった。
本作に関するテレビ番組出演は、シングルカット以前の1986年12月3日に放送されたフジテレビ系音楽番組『夜のヒットスタジオDELUXE』（1985年 - 1989年） にて披露された。その際にテレビ局側との事前の打ち合わせにおいて、「氷室は郷ひろみ、布袋は宮路オサムの物真似が得意です」と冗談で回答した所、当日の生放送本番中に司会の古舘伊知郎から物真似を行うよう要求されたが、メンバーは「物真似するためにここへ出てきたわけじゃありません」と拒否する事となった。この件に関して後年古館は、当時名古屋のホテルで氷室と偶然出会った際に、氷室から「この前すいません。ちょっと歌前で気取ったトークしちゃって」と話しかけられたエピソードを述べており、その後テレビ朝日系報道番組『報道ステーション』から古舘が降板した際に発した最後のメッセージを見た事を切っ掛けに、WOWOWで放送された氷室の引退までの足跡を追ったドキュメンタリー番組のナレーションを氷室から依頼される事になったと述べている。また高橋は『夜のヒットスタジオDELUXE』の出演時に、2回とも自分だけ別のドラムブースが用意されていた事やドラムセットも自身所有のものではなく番組の持ち回りであった事から「二度と出るもんか」との感想を持ったと述べている。
その他にも12月3日にバラエティ番組『オールナイトフジ』（1983年 - 1991年、フジテレビ系列）にも出演し、「B・BLUE」、「BEAT SWEET」と共に本作を演奏している。

## チャート成績
オリコンチャートにおいて初登場4位を獲得、バンド初のトップ5入りを果たした。リリース当初は最高位4位の登場週数8回で売り上げ枚数は10.0万枚、最終的には登場週数12回で売り上げ枚数は11.3万枚となった。

## ライブ・パフォーマンス
コンサートツアー「ROCK'N ROLL CIRCUS TOUR」では途中からキーを下げて演奏されるようになった。ライブでの曲順は最終曲もしくは最終曲の1曲前に演奏される事が多かった。リリース以降、解散に至るまで全てのライブで演奏された。

## カバー
- NICOTINE - 『BOØWY Tribute』（2003年）[18] - 全英語詞によるカバー。
- ノーズウォーター - 『BOØWY Respect』（2003年）[18]
- 続・美勇伝 - 『チャンプル①〜ハッピーマリッジソングカバー集〜』（2009年）[19]
- サカモト教授 - 『サカモト教授の8bit ジュークボックス』（2011年）[20]

## シングル収録曲
| 全作詞: 氷室京介、全作曲・編曲: 布袋寅泰。 |                                |          |            |      |
| #                                          | タイトル                       | 作詞     | 作曲・編曲 | 時間 |
| 1.                                         | 「ONLY YOU」(オンリー・ユー)   | 氷室京介 | 布袋寅泰   | 4:11 |
| 2.                                         | 「B・BLUE (Live Version)」     | 氷室京介 | 布袋寅泰   | 3:54 |
| 3.                                         | 「BABY ACTION (Live Version)」 | 氷室京介 | 布袋寅泰   | 3:11 |
| 合計時間:                                  | 合計時間:                      | 11:16    |            |      |

## スタッフ・クレジット

### BOØWY
- 氷室京介 - ボーカル
- 布袋寅泰 - ギター、シンセサイザー
- 松井恒松 - ベース
- 高橋まこと - ドラムス

### スタッフ
- 布袋寅泰 - サウンド・プロデューサー
- 坂元達也 - レコーディング、リミックスエンジニア
- 川口聡 - アシスタント・エンジニア
- 園田一恵 - アシスタント・エンジニア
- 岡崎ヨシオ - マスタリング・エンジニア
- カッツ三宅 - アートディレクション、デザイン
- 加藤正憲 - 撮影
- TACO AIDA - スタイリスト
- 糟谷銑司（ユイ・ロック・プロジェクト） - プロデューサー
- 子安次郎（東芝EMI） - ディレクター
- 土屋浩（ユイ・ロック・プロジェクト） - マネージャー
- ゾンビ鈴木 - ローディー
- ワンワン関口 - ローディー
- 後藤由多加 - エグゼクティブ・プロデューサー
- 石坂敬一 - エグゼクティブ・プロデューサー

## 収録アルバム
スタジオ音源
- 『BEAT EMOTION』（1986年）
- 『“SINGLES”』（1988年）
- 『THIS BOØWY』（1998年）
- 『THIS BOØWY DRAMATIC』（2007年）
- 『BOØWY THE BEST "STORY"』（2013年）

ライブ音源
- 『“LAST GIGS”』（1988年） - 1988年4月5日の東京ドーム公演から収録。
- 『“GIGS” CASE OF BOØWY』（2001年） - 1987年7月31日のワールド記念ホール、1987年8月7日の横浜文化体育館公演から収録。
- 『GIGS at BUDOKAN BEAT EMOTION ROCK'N ROLL CIRCUS TOUR 1986.11.11〜1987.02.24』（2004年） - 1987年2月24日の日本武道館公演から収録。
- 『“GIGS” CASE OF BOØWY COMPLETE』（2007年）
- 『“LAST GIGS” COMPLETE』（2008年）

## リリース履歴
| No. | 日付          | レーベル                                    | 規格              | 規格品番   | 最高順位 | 備考                          |
| --- | ------------- | ------------------------------------------- | ----------------- | ---------- | -------- | ----------------------------- |
| 1   | 1987年4月6日  | 東芝EMI／イーストワールド                   | EP                | WTP-17950  | 4位      | ステッカー付属                |
| 2   | 1989年5月24日 | 東芝EMI／イーストワールド                   | 8センチCD         | XT10-2356  | -        |                               |
| 3   | 2013年2月27日 | EMIミュージック・ジャパン／イーストワールド | ブルースペックCD2 | TOCT-98024 | -        | 『BOØWY SINGLE COMPLETE』収録 |